# Buxtehuder SV
Buxtehuder SV, Buxtehuder SV von 1862 e.V, BSV – niemiecki klub wielosekcyjny z siedzibą w Buxtehude. Największe sukcesy odnoszone są w piłce ręcznej kobiet. Został założony w 1945 roku. Występuje w rozgrywkach Bundesligi.

## Sukcesy
- Mistrzostwa Niemiec:
  -  2003, 2011, 2012, 2015
- Puchar Niemiec:
  -  2015, 2017
  -  1990, 1996, 2007, 2011

## Kadra 2011/12
- Stefanie Melbeck
- Isabell Klein
- Jana Krause